# Canton d'Aubervilliers-Est
Le canton d'Aubervilliers-Est est une ancienne division administrative française située dans le département de la Seine-Saint-Denis et la région Île-de-France.
Il a fusionné lors du redécoupage cantonal de 2014 en France avec le canton d'Aubervilliers-Ouest pour former le canton d'Aubervilliers

## Géographie
Le canton est situé principalement au Fort d'Aubervilliers et dans ses alentours.

## Histoire

### Canton du département de la Seine-Saint-Denis
Le canton  d'Aubervilliers-Est a été créé par le décret du 20 juillet 1967, lors de la constitution du département de la Seine-Saint-Denis.
Un nouveau découpage territorial de la Seine-Saint-Denis entré en vigueur à l'occasion des premières élections départementales suivant le décret du 21 février 2014. Les conseillers départementaux sont, à compter de ces élections, élus au scrutin majoritaire binominal mixte. Les électeurs de chaque canton élisent au Conseil départemental, nouvelle appellation du Conseil général, deux membres de sexe différent, qui se présentent en binôme de candidats. Les conseillers départementaux sont élus pour 6 ans au scrutin binominal majoritaire à deux tours, l'accès au second tour nécessitant 12,5 % des inscrits au 1er tour. En outre, la totalité des conseillers départementaux est renouvelée. Ce nouveau mode de scrutin nécessite un redécoupage des cantons dont le nombre est divisé par deux avec arrondi à l'unité impaire supérieure si ce nombre n'est pas entier impair, assorti de conditions de seuils minimaux. En Seine-Saint-Denis, le nombre de cantons passe ainsi de 40 à 21.
Dans ce cadre, le canton est intégré dans le canton d'Aubervilliers à compter des élections départementales françaises de 2015.

## Représentation
| Période | Période | Identité              | Étiquette | Qualité |
| ------- | ------- | --------------------- | --------- | --- |
| 1967    | 1998    | Madeleine Cathalifaud | PCF       | Employée de bureau Adjointe au maire d'Aubervilliers |
| 1998    | 2004    | Nathalie Buisson      | PCF       | Adjointe au maire d'Aubervilliers |
| 2004    | 2011    | Évelyne Yonnet        | PS        | Cadre administratif Première adjointe au maire d'Aubervilliers (2008 → 2014)                                                                            |
| 2011,   | 2015    | Pascal Beaudet        | PCF       | Instituteur Maire (2003 → 2008 et 2014 → ) ou conseiller municipal (2008 → 2014) d'Aubervilliers Conseiller départemental d'Aubervilliers (2015 → 2021) |

## Composition
Le canton d'Aubervilliers-Est ne recouvrait qu'une fraction de la commune d'Aubervilliers, délimitée à l'Ouest « par l'axe du boulevard Anatole-France et l'axe de l'avenue de la République ».
Le surplus était rattachée au canton d'Aubervilliers-Ouest.
| Communes                       | Population (2012) | Code postal | Code Insee |
| ------------------------------ | ----------------- | ----------- | ---------- |
| Aubervilliers, commune entière | 75 598            | 93 300      | 93 001     |

## Démographie
| 1962 | 1968 | 1975 | 1982 | 1990   | 1999   | 2006   | 2011   | - | - |
| ---- | ---- | ---- | ---- | ------ | ------ | ------ | ------ | - | - |
| -    | -    | -    | -    | 37 711 | 36 010 | 39 362 | 42 690 | - | - |